# Kathy Laurent
Kathy Laurent, née le 10 février 1976 à Saint-Étienne (France), est une basketteuse en fauteuil roulant, évoluant dans un premier temps au Club Handisport Forézien de Feurs puis à partir de 2014 au Club Handi Valide de Guilherand-Granges.
Elle fait partie de l'équipe de France de basket-fauteuil et représente la France aux Jeux paralympiques de Londres en 2012 et de Rio en 2016. Kathy Laurent est enseignante d'EPS à temps partiel dans un premier temps, pour lui permettre de concilier sa carrière de sportive de haut niveau avec son emploi, puis à temps plein depuis qu'elle ne joue plus à haut niveau.

## Biographie

### Scolarité
De 1979 à 1982, elle est à l'école maternelle Benoît Lauras de Sorbiers. De 1982 à 1987, elle est à l'école Magand dans la même ville. De 1987 à 1991, elle est au collège Pierre et Marie Curie de La Talaudière. De 1991 à 1994, elle est au lycée Claude-Fauriel de Saint-Étienne. De 1995 à 1996, elle est à l'école du sport de Lyon.

### Carrière sportive
Née dans une famille de sportifs (son frère est nageur de haut niveau), elle s'essaie à plusieurs sports : entre 1980 et 1986, elle fait de la natation au NCS de Sorbiers ; entre 1986 et 1988, elle fait du basket à Sorbiers ; entre 1988 et 1990, elle fait du judo à Sorbiers ; elle pratique également le rugby durant son enfance. Entre 1982 et 1992, elle fait partie des Scouts unitaires de France. Kathy Laurent commence le basket-fauteuil durant ses années universitaires à l'Ufraps de Saint-Étienne : elle découvre le sport lors d'un stage de STAPS au comité départemental handisport et prend contact avec l'Entente handibasket Feurs-Saint-Étienne (EFSE),,. Ainsi, elle y joue au basket-fauteuil au niveau loisir en tant que valide entre 1997 et 1999.
Durant l'année 1999-2000, elle part au Québec pour ses études et y apprend les bases du jeu en fauteuil avec des athlètes olympiques. Elle y rencontre également la sélectionneuse de l'équipe féminine du Québec. Elle fait partie de l'équipe 2 de l'EFSE à partir de septembre 2000 puis intègre peu à peu l'équipe 1 du club.
En 2002, elle intègre la sélection féminine régionale et fait plusieurs podiums de Coupe de France. En 2002-2003, elle est enseignante d'EPS et de biologie au lycée agricole Saint-André de Sury-le-Comtal.
L'évolution des réglementations lui permet d'intégrer l'équipe de France de basket-fauteuil en 2003 en tant que valide du fait de son problème de cheville mais au cours du championnat d’Europe, son problème de cheville n'est pas reconnu et elle ne peut pas y prendre part : elle décide donc de quitter l'équipe de France. Elle travaille ensuite à mi-temps à l'UNSS avant de prendre son poste au comité Handisport en 2006. À l'occasion d'une chute en 2007, elle découvre sa malformation au genou droit, qui le rend instable et avait occasionné son précédent problème de cheville : elle a une malformation de la rotule combinée à une hyperlaxité ligamentaire. Son équipe la pousse donc à déposer un nouveau dossier médical et son handicap est finalement reconnu en 2009, ce qui lui permet de réintégrer l'équipe de France en 2010. Elle est classifiée 4,5 points (handicap des membres inférieurs),. 
Entre 2006 et 2007, elle pratique le tennis à Saint-Cyprien. En 2007-2008, elle est entraîneuse de l'EFSE. Entre 2008 et 2009, elle fait de l'aviron à Saint-Étienne et, entre 2009 et 2010, elle fait partie du club Nature Orientation Saint-Étienne. En 2012, elle est la marraine du Téléthon Loire Sud,. Elle songe ensuite à mettre fin à sa carrière après les championnats d'Europe de 2013 mais finalement se ravise. De mars 2006 à mai 2013, elle est salariée au comité départemental handisport de la Loire en tant que conseillère technique.
Elle est aussi conseillère technique fédérale de Rhône-Alpes pour le basket-fauteuil. À partir de septembre 2013, elle redevient enseignante d'EPS au Centre d'études forestières et agricoles de Montélimar. À la suite de son déménagement à Montélimar, elle intègre le Club Handi Valide de Guilherand-Granges en 2014,, tout en étant licenciée en tant qu'entraîneuse et cadre technique à l'UMS Basket. En 2015, la ville de Montélimar lui remet un prix spécial d'encouragement. Du fait d'une blessure à l'épaule, elle ne pratique plus le handibasket à haut niveau depuis 2016.

## Parcours sportif

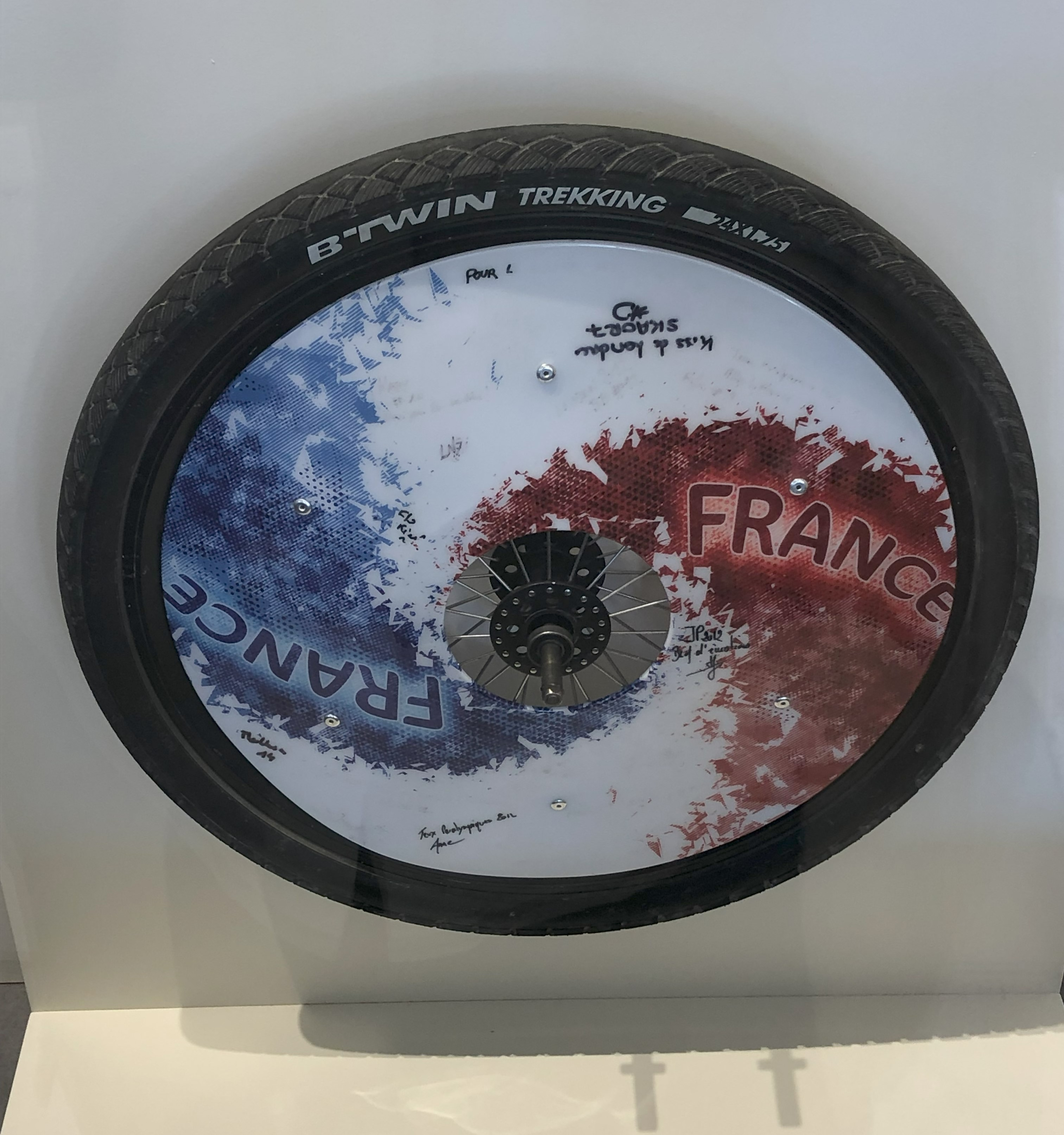
Flasque de Kathy Laurent aux Jeux paralympiques de 2012.

### À l'international
En équipe de France, elle porte le maillot no 10 et a participé aux compétitions suivantes :
- 2011 : championnat d'Europe (4e) ;
- 2012 : Jeux paralympiques de Londres (10e) ;
- 2013 : championnat d'Europe (4e) ;
- 2014 : championnat du monde (8e) ;
- 2015 : championnat d'Europe (4e) ;
- 2016 : Jeux paralympiques de Rio (7e).

### En Nationale
Elle a participé aux compétitions suivantes au sein de ses clubs successifs :
- 2007 : Championnat de France Nationale 2 (2e place) ;
- 2011 : Championnat de France Nationale 2 (2e place) ;
- 2013 : Championnat de France Nationale 1C (3e place) ;
- 2015 : Championnat de France Nationale 2 (2e place) ;
- 2016 : Championnat de France Nationale 1C (2e place).

De 2000 à 2003, l'EFSE joue en Nationale 1B (N1B). De 2003 à 2005, ils jouent en Nationale 2. À partir de 2005, ils retournent en N1B. En 2007, l'EFSE est reléguée en Nationale 1C (N1C). Classés en queue de classement à l'issue de la saison, ils sont relégués en Nationale 2 en 2008. À partir de 2011, le Club Handisport Forézien (CHF) rejoint de nouveau la N1C. En 2014, le CHF passe en N1B.
En 2014, Kathy Laurent rejoint le Club Handi Valide Guilherand-Granges (CHVGG). Le CHVGG rejoint la compétition professionnelle en 2014 au sein de la Nationale 2. En 2015, il passe en N1C. En 2016, il passe en N1B. Après cette saison, Kathy Laurent décide de prendre sa retraite sportive.